# Темировка (Запорожская область)
Теми́ровка (укр. Темирівка) — село,
Темировский сельский совет,
Гуляйпольский район,
Запорожская область,
Украина.
Код КОАТУУ — 2321887001. Население по переписи 2001 года составляло 618 человек.
Является административным центром Темировского сельского совета, в который, кроме того, входит село
Обратное.

## Географическое положение
Село Темировка находится на правом берегу небольшой пересыхающей речушки, недалеко от её истоков,
на противоположном берегу — село Обратное.
По селу протекает пересыхающий ручей с запрудой. Темировка находится на стыке Запорожской,  Донецкой и Днепропетровской областей.

## История
- 1825 год — дата основания.

## Экономика
- «Мир», ЧСП.

## Объекты социальной сферы
- УВК.
- Детский сад.
- Дом культуры.
- Фельдшерско-акушерский пункт.

## Достопримечательности
- Братская могила советских воинов.

## Известные люди
- Рачинский, Иван Иванович (1861—1921) — композитор и критик.[2]